# 香乐乡
香乐乡，是中华人民共和国山西省晋中市平遥县下辖的一个乡镇级行政单位。

## 行政区划
香乐乡下辖以下地区：
香乐村、安固村、云家庄村、赵坦村、陶屯村、郝庄村、青落村、北薛靳村、南薛靳村、武坊村、西王智村、赵家堡村、大堡村、三家村、罗城村、大羌村、西羌村、薛贤村、南官地村、中官地村、北官地村和郝家庄村。

## 人物
- 郭兰英，1930年12月31日-，中国女高音歌唱演员、晋剧演员、歌剧演员，民族声乐教育家。